# Voskehat (Aragatsotn)
Voskehat (in armeno Ոսկեհատ?, conosciuto anche come Voskeat, in passato Patrindzh e Patridzh) è un comune dell'Armenia di 995 abitanti (2001) della provincia di Aragatsotn.
Nella cittadina, è presente una chiesa del XIV secolo.